# Nati il 21 febbraio
| Questa pagina contiene informazioni ricavate automaticamente dalle voci biografiche con l'ausilio del template Bio e di un bot. L'aggiornamento è periodico e automatico e ricostruisce completamente la pagina. Se manca una persona in questa lista, sei pregato di non aggiungerla, ma accertati piuttosto che la sua voce biografica contenga il template Bio e che i dati anagrafici siano correttamente compilati. Se il template Bio manca, inseriscilo tu stesso o, in alternativa, metti l'avviso {{tmp\|Bio}} che ne segnala la mancanza. Se i dati riportati sono sbagliati, correggi direttamente la voce biografica; le modifiche saranno visibili in questa lista entro pochi giorni. Per chiarimenti vedi il progetto biografie. La lista contiene solo le 1.255 persone che sono citate nell'enciclopedia e per le quali è stato implementato correttamente il template Bio. Pagina aggiornata al 17 ago 2025. |

## VIII secolo(1)
- 711 - Su Zong, imperatore cinese († 762)

## X secolo(1)
- 921 - Abe no Seimei, astrologo giapponese († 1005)

## XIII secolo(1)
- 1296 - Margherita di Boemia, nobildonna boema († 1322)

## XIV secolo(2)
- 1363 - Elisabetta Plantageneta, duchessa di Exeter, principessa inglese († 1426)
- 1397 - Isabella d'Aviz, principessa portoghese († 1471)

## XV secolo(5)
- 1413 - Ludovico di Savoia, duca († 1465)
- 1419 - Giovanni Emo, ambasciatore, diplomatico e militare italiano († 1483)
- 1424 - Benedetto degli Alessandri, nobile e politico italiano († 1493)
- 1484 - Gioacchino I di Brandeburgo, nobile († 1535)
- 1490 - Hans Dürer, pittore, illustratore e incisore tedesco († 1538)

## XVI secolo(11)
- 1504 - Bernardo Segni, storico italiano († 1558)
- 1532 - Alfonso Ceccarelli, falsario, storico e scrittore italiano († 1583)
- 1541 - Filippo V di Hanau-Lichtenberg, tedesco († 1599)
- 1554 - Alessandro di Sassonia, principe tedesco († 1565)
- 1556 - Sethus Calvisius, compositore, astronomo e matematico tedesco († 1615)
- 1559 - Giulio Mancini, medico, collezionista d'arte e scrittore italiano († 1630)
- 1559 - Nurhaci, nobile e militare cinese († 1626)
- 1575 - Marten Pepijn, pittore fiammingo († 1643)
- 1588 - Cassiano dal Pozzo, viaggiatore e collezionista d'arte italiano († 1657)
- 1591 - Girard Desargues, matematico francese († 1661)
- 1594 - Giovanni Ernesto I di Sassonia-Weimar, duca tedesco († 1626)

## XVII secolo(13)
- 1608 - Elizabeth Hall, inglese († 1670)
- 1609 - Raimondo Montecuccoli, generale, politico e scrittore italiano († 1680)
- 1612 - Lorenzo Imperiali, cardinale italiano († 1673)
- 1621 - Rebecca Nurse, artigiana inglese († 1692)
- 1622 - Camillo Francesco Maria Pamphili, cardinale, nobiluomo e militare italiano († 1666)
- 1623 - Giuseppe Maria Sebastiani, vescovo cattolico italiano († 1689)
- 1627 - Nicolò Beregan, poeta e librettista italiano († 1713)
- 1632 - Aegidius Strauch II, teologo e matematico tedesco († 1682)
- 1651 - Silvio II Federico di Württemberg-Oels, duca († 1697)
- 1659 - Carlo Sernicola, teologo, poeta e oratore italiano († 1721)
- 1665 - Benedikt Anton Aufschnaiter, compositore austriaco († 1742)
- 1682 - Filippo Balatri, sopranista italiano († 1756)
- 1684 - Justus van Effen, scrittore olandese († 1735)

## XVIII secolo(34)
- 1703 - Mary Toft, truffatrice britannica († 1763)
- 1705 - Edward Hawke, I barone Hawke, ammiraglio britannico († 1781)
- 1728 - Pietro III di Russia, sovrano russo († 1762)
- 1738 - Franz Ludwig von Cancrin, mineralogista, architetto e scienziato tedesco († 1816)
- 1742 - Carlo Alberto II di Hohenlohe-Waldenburg-Schillingsfürst, principe tedesco († 1796)
- 1744 - Eise Eisinga, astronomo olandese († 1828)
- 1748 - Richard Howard, IV conte di Effingham, nobile, politico e militare britannico († 1816)
- 1755 - François Bonneville, pittore, designer e incisore francese († 1844)
- 1757 - Michel Gabriel Paccard, alpinista francese († 1827)
- 1759 - Martin von Molitor, pittore austriaco († 1812)
- 1765 - Grigorij Aleksandrovič Demidov, nobile russo († 1827)
- 1766 - Joseph Anton Xaver von Waldburg-Wolfegg-Waldsee, principe e politico tedesco († 1833)
- 1770 - Georges Mouton, generale francese († 1838)
- 1770 - Antonio Pasini, pittore italiano († 1835)
- 1772 - Antoine Louis Popon de Maucune, militare francese († 1824)
- 1772 - Luigi Sabatelli, pittore e incisore italiano († 1850)
- 1775 - Jean-Baptiste Girard, generale francese († 1815)
- 1776 - Vincenzo Lavigna, compositore italiano († 1836)
- 1779 - Friedrich Carl von Savigny, giurista, filosofo e politico tedesco († 1861)
- 1783 - Michelangelo Castagna, medico e patriota italiano († 1865)
- 1783 - Domenico Lo Faso Pietrasanta, architetto, archeologo e letterato italiano († 1863)
- 1783 - Francesco Serra-Cassano, cardinale, arcivescovo cattolico e diplomatico italiano († 1850)
- 1783 - Fëdor Petrovič Tolstoj, pittore e scultore russo († 1873)
- 1783 - Caterina di Württemberg, sovrana († 1835)
- 1787 - Henry Fox-Strangways, III conte di Ilchester, nobile e politico inglese († 1858)
- 1788 - Giovanni Battista Gallini, imprenditore e politico italiano († 1848)
- 1791 - Carl Czerny, pianista e compositore austriaco († 1857)
- 1791 - Nicola Manfroce, compositore italiano († 1813)
- 1791 - John Mercer, chimico britannico († 1866)
- 1794 - José María Bocanegra, politico messicano († 1862)
- 1794 - Antonio López de Santa Anna, generale e politico messicano († 1876)
- 1795 - Francisco Manuel da Silva, compositore brasiliano († 1865)
- 1796 - Giorgio Bernardo di Anhalt-Dessau, principe († 1865)
- 1798 - Lubize, drammaturgo e librettista francese († 1863)

## XIX secolo(193)
- 1801 - Heinrich Leberecht Fleischer, arabista e orientalista tedesco († 1888)
- 1801 - William George Hay, XVIII conte di Erroll, nobile e politico scozzese († 1846)
- 1801 - Jan Křtitel Václav Kalivoda, compositore, violinista e direttore d'orchestra ceco († 1866)
- 1801 - John Henry Newman, cardinale, teologo e filosofo inglese († 1890)
- 1801 - Maddalena Pelzet, attrice teatrale italiana († 1854)
- 1805 - Timotei Cipariu, glottologo, filologo e teologo rumeno († 1887)
- 1805 - Theodor Hartig, botanico e zoologo tedesco († 1880)
- 1806 - Johann Georg Hiltensperger, pittore tedesco († 1890)
- 1808 - Federico di Württemberg, generale tedesco († 1870)
- 1809 - Carl Ernst Bock, medico e anatomista tedesco († 1874)
- 1809 - Teofil Kwiatkowski, pittore polacco († 1891)
- 1814 - Nicolò Gabrielli, compositore italiano († 1891)
- 1815 - Ernest Meissonier, pittore francese († 1891)
- 1816 - Ebenezer Rockwood Hoar, politico statunitense († 1895)
- 1817 - Domenico Ghirardelli, imprenditore italiano († 1894)
- 1817 - Reginald Sackville, VII conte De La Warr, nobile britannico († 1896)
- 1817 - José Zorrilla, poeta e drammaturgo spagnolo († 1893)
- 1818 - Ermolao Rubieri, politico, scrittore e poeta italiano († 1879)
- 1820 - Reinhart Dozy, orientalista olandese († 1883)
- 1821 - Élisabeth-Rachel Félix, attrice teatrale francese († 1858)
- 1822 - Oliver Wolcott Gibbs, chimico statunitense († 1908)
- 1823 - Eduard Oscar Schmidt, botanico e zoologo tedesco († 1886)
- 1824 - Giovanni Antona Traversi, politico italiano († 1900)
- 1824 - Raffaele Galli, flautista e compositore italiano († 1889)
- 1824 - Federico Quercia, filologo, letterato e critico letterario italiano († 1899)
- 1826 - Friedrich J. Haberlandt, agronomo austro-ungarico († 1878)
- 1827 - Giovanni Battista Ceschi a Santa Croce, nobile italiano († 1905)
- 1827 - Giulio Frisari, politico italiano († 1906)
- 1829 - Théophane Vénard, presbitero e missionario francese († 1861)
- 1830 - Addison Brown, avvocato, magistrato e botanico statunitense († 1913)
- 1830 - Henry Wallis, pittore, scrittore e collezionista d'arte inglese († 1916)
- 1831 - Jacopo Caponi, giornalista e scrittore italiano († 1909)
- 1831 - Francesco Maria Guerrieri Failla, poeta e patriota italiano († 1900)
- 1831 - Henri Meilhac, librettista e drammaturgo francese († 1897)
- 1832 - Auguste Boullier, storico, letterato e politico francese († 1898)
- 1834 - Guido San Martino Valperga, politico italiano († 1916)
- 1836 - Léo Delibes, compositore francese († 1891)
- 1836 - Luigi Ferretti, poeta italiano († 1881)
- 1837 - Marie Bilders-van Bosse, pittrice olandese († 1900)
- 1838 - Vito Leto, presbitero e inventore italiano († 1901)
- 1839 - Pietro Saltini, pittore italiano († 1908)
- 1841 - Giuseppe Fiorenza, arcivescovo cattolico italiano († 1924)
- 1841 - Cláudio José Gonçalves Ponce de Leão, arcivescovo cattolico brasiliano († 1924)
- 1844 - Alphonse Humbert, politico e giornalista francese († 1922)
- 1844 - Charles-Marie Widor, organista e compositore francese († 1937)
- 1846 - Svatopluk Čech, scrittore e poeta ceco († 1908)
- 1850 - Vittorio Avanzi, pittore italiano († 1913)
- 1850 - Arthur Gundaccar von Suttner, scrittore e pacifista austriaco († 1902)
- 1851 - Karl Wilhelm Diefenbach, pittore tedesco († 1913)
- 1852 - Friedrich Krafft, chimico tedesco († 1923)
- 1852 - Giovanni Lanzalone, poeta, critico letterario e scrittore italiano († 1936)
- 1852 - Hermann von Rohden, educatore e archeologo tedesco († 1916)
- 1853 - Armand du Paty de Clam, ufficiale francese († 1916)
- 1854 - Carl Röder, scultore e litografo tedesco († 1922)
- 1855 - Félix Resurrección Hidalgo, pittore filippino († 1913)
- 1855 - Alice Freeman Palmer, educatrice statunitense († 1902)
- 1855 - Elizabeth Pennell, scrittrice statunitense († 1936)
- 1855 - Vincenzo Valente, compositore e paroliere italiano († 1921)
- 1856 - Hendrik Petrus Berlage, architetto olandese († 1934)
- 1856 - Maria Carolina di Borbone-Due Sicilie, principessa italiana († 1941)
- 1856 - Paul Puhallo von Brlog, generale austro-ungarico († 1926)
- 1857 - Nikolaj Nikolaevič Figner, tenore russo († 1918)
- 1857 - Jules de Trooz, politico belga († 1907)
- 1858 - Ardolph Loges Kline, politico statunitense († 1930)
- 1858 - Edmondo Sanjust di Teulada, ingegnere e politico italiano († 1936)
- 1858 - Oldfield Thomas, zoologo britannico († 1929)
- 1859 - Gabriel Darrieus, ammiraglio francese († 1931)
- 1859 - William Pollock, scacchista inglese († 1896)
- 1859 - George Lansbury, politico britannico († 1940)
- 1859 - Michail Vladimirovič Rodzjanko, politico russo († 1924)
- 1860 - Karel Matěj Čapek-Chod, scrittore ceco († 1927)
- 1860 - Raffaele Cotugno, politico e scrittore italiano († 1937)
- 1860 - Giuseppe D'Abundo, neurologo e psichiatra italiano († 1926)
- 1861 - Stanley Colville, ammiraglio scozzese († 1939)
- 1861 - Charles Vere Ferrers Townshend, generale britannico († 1924)
- 1861 - Pierre de Bréville, compositore e critico musicale francese († 1949)
- 1862 - Cleonte Chinarelli, scultore e decoratore italiano († 1940)
- 1863 - Aleksandr Vasil'evič Galickij, compositore di scacchi russo († 1921)
- 1863 - Otto Jaekel, paleontologo tedesco († 1929)
- 1864 - Paolo Ferretti, pittore italiano († 1937)
- 1864 - Coelho Neto, scrittore brasiliano († 1934)
- 1864 - Ernst Wertheim, ginecologo austriaco († 1920)
- 1865 - Walter Boveri, imprenditore tedesco († 1924)
- 1865 - Paolo Lembo, avvocato e politico italiano († 1956)
- 1865 - Giuseppe Lesca, critico letterario, poeta e letterato italiano († 1944)
- 1865 - Ettore Mazzucco, militare e politico italiano († 1937)
- 1866 - Francesco Vivona, filologo classico, traduttore e latinista italiano († 1936)
- 1866 - August von Wassermann, medico tedesco († 1925)
- 1867 - Ferruccio Corradetti, baritono italiano († 1939)
- 1869 - Lino Carrara, politico e giornalista italiano († 1955)
- 1869 - Jack Reynolds, calciatore britannico († 1917)
- 1869 - Myriam Harry, scrittrice e giornalista francese († 1958)
- 1871 - Paul Cassirer, collezionista d'arte tedesco († 1926)
- 1871 - Léonie Laporte, attrice e cantante francese († 1924)
- 1871 - Osbert Molyneux, VI conte di Sefton, politico irlandese († 1930)
- 1873 - Séverin-Mars, attore francese († 1921)
- 1874 - Oluf Landnes, ginnasta e multiplista statunitense († 1911)
- 1874 - Vincenzo Reschiglian, baritono italiano († 1955)
- 1874 - Alípio de Miranda-Ribeiro, zoologo brasiliano († 1939)
- 1875 - Jeanne Calment, supercentenaria francese († 1997)
- 1875 - Giuseppe Gianfranceschi, fisico e presbitero italiano († 1934)
- 1875 - Charles-François-Prosper Guérin, pittore francese († 1939)
- 1875 - Dummy Taylor, giocatore di baseball statunitense († 1958)
- 1876 - Romolo Bernardi, pittore e scultore italiano († 1956)
- 1876 - Pëtr Petrovič Končalovskij, pittore russo († 1956)
- 1876 - Joseph Meister, francese († 1940)
- 1877 - Jean Capart, egittologo belga († 1947)
- 1877 - Réginald Garrigou-Lagrange, teologo francese († 1964)
- 1877 - Enrique Mosconi, generale e ingegnere argentino († 1940)
- 1877 - Félix Paiva, giurista e politico paraguaiano († 1965)
- 1878 - Mirra Alfassa, mistica francese († 1973)
- 1878 - Mildred Cable, missionaria e scrittrice britannica († 1952)
- 1879 - Stefano Donaudy, compositore italiano († 1925)
- 1879 - Giuseppe Filippini, politico e antifascista italiano († 1972)
- 1879 - Gertie Millar, attrice e cantante inglese († 1952)
- 1879 - Guglielmo Nasi, generale e politico italiano († 1971)
- 1880 - Waldemar Bonsels, scrittore tedesco († 1952)
- 1880 - Giovanni Modugno, pedagogista italiano († 1957)
- 1881 - Karl Frederick, tiratore a segno statunitense († 1963)
- 1881 - Gilberto de Almeida Rêgo, arbitro di calcio brasiliano († 1961)
- 1881 - Luigi Salvatori, avvocato e politico italiano († 1946)
- 1881 - Domenico Stella, francescano e compositore italiano († 1956)
- 1882 - Victor Kraenen, ciclista su strada belga
- 1882 - Mykolas Sleževičius, politico lituano († 1939)
- 1882 - Bill Tuttle, pallanuotista e nuotatore statunitense († 1930)
- 1883 - Alberto Caroncini, giornalista e economista italiano († 1915)
- 1884 - Eugenio Cirese, poeta e saggista italiano († 1955)
- 1884 - Ole Iversen, ginnasta norvegese († 1953)
- 1885 - Halvor Birch, ginnasta danese († 1962)
- 1885 - Frank W. Boykin, politico statunitense († 1969)
- 1885 - Sacha Guitry, attore, regista e sceneggiatore francese († 1957)
- 1885 - Hermann Pister, generale e criminale di guerra tedesco († 1948)
- 1886 - Lucia Crestani, soprano italiana († 1972)
- 1886 - Fernand Herrmann, attore francese († 1925)
- 1886 - Herbert J. Krapp, architetto e progettista statunitense († 1973)
- 1886 - Aleksej Eliseevič Kručënych, poeta e scrittore russo († 1968)
- 1886 - Bohumil Macoun, allenatore di calcio e calciatore boemo († 1915)
- 1886 - Domenico Rambelli, scultore italiano († 1972)
- 1887 - Korechika Anami, generale giapponese († 1945)
- 1887 - Maude Farris-Luse, supercentenaria statunitense († 2002)
- 1887 - Savelij Grigor'evič Tartakover, scacchista polacco († 1956)
- 1888 - Clemence Dane, romanziera e drammaturga inglese († 1965)
- 1888 - José Félix Estigarribia, generale e politico paraguaiano († 1940)
- 1888 - Luigi Fabbri, politico, sindacalista e partigiano italiano († 1966)
- 1888 - Erich Trefftz, matematico e ingegnere tedesco († 1937)
- 1889 - Americo Albonico, calciatore argentino
- 1889 - Felix Aylmer, attore britannico († 1979)
- 1889 - Walter Fischer, calciatore tedesco († 1959)
- 1889 - Ormi Hawley, attrice statunitense († 1942)
- 1889 - Victor Nysted, calciatore norvegese († 1949)
- 1889 - Italo Tavolato, scrittore italiano († 1963)
- 1889 - Otto Wallburg, attore tedesco († 1944)
- 1889 - Giovanni Dellepiane, arcivescovo cattolico italiano († 1961)
- 1890 - Wheeler Oakman, attore statunitense († 1949)
- 1890 - Franz Roh, artista, fotografo e critico d'arte tedesco († 1965)
- 1890 - Albin Skroczyński, generale polacco († 1971)
- 1891 - Marcello Boglione, pittore e incisore italiano († 1957)
- 1891 - Salvatore Rebecchini, ingegnere e politico italiano († 1977)
- 1892 - Domenico De Bernardi, pittore italiano († 1963)
- 1892 - Gustav Fehn, generale tedesco († 1945)
- 1892 - Silvio Laurenti Rosa, regista e attore italiano († 1965)
- 1892 - Harry Stack Sullivan, psichiatra e psicoanalista statunitense († 1949)
- 1892 - Franciszek Szymczyk, pistard polacco († 1976)
- 1893 - Hanna Honthy, cantante e attrice ungherese († 1978)
- 1893 - Gunnar Malmquist, astronomo svedese († 1982)
- 1893 - Andrés Segovia, chitarrista e compositore spagnolo († 1987)
- 1893 - Remo Vigorelli, politico, banchiere e dirigente d'azienda italiano († 1977)
- 1894 - Leopoldo Gasparini, politico e partigiano italiano († 1969)
- 1894 - Arnold Kegel, ginecologo statunitense († 1972)
- 1894 - Carlo Rostagno, generale italiano
- 1895 - Henrik Carl Peter Dam, biochimico e fisiologo danese († 1976)
- 1895 - Friedrich Friedrichs, aviatore e militare tedesco († 1918)
- 1895 - Charles King, attore statunitense († 1957)
- 1895 - Erich Knauf, giornalista e scrittore tedesco († 1944)
- 1895 - Szmul Zygielbojm, politico e giornalista polacco († 1943)
- 1896 - Amor Tartufoli, politico italiano († 1963)
- 1896 - Charles Wagenheim, attore statunitense († 1979)
- 1897 - Celia Lovsky, attrice austriaca († 1979)
- 1897 - Victor Samuel Summerhayes, botanico britannico († 1974)
- 1898 - Luciano Gavazzi, militare italiano († 1941)
- 1898 - Ray Moyer, scenografo statunitense († 1986)
- 1899 - Brajo Fuso, medico, pittore e scultore italiano († 1980)
- 1899 - Bernard William Griffin, cardinale e arcivescovo cattolico inglese († 1956)
- 1899 - Edwin L. Marin, regista statunitense († 1951)
- 1899 - Emile Santiago, costumista statunitense († 1995)
- 1899 - József Zilisy, calciatore ungherese († 1982)
- 1900 - Jeanne Aubert, attrice e cantante francese († 1988)
- 1900 - Pietro Maria Bardi, giornalista, critico d'arte e gallerista italiano († 1999)
- 1900 - Camillo Caironi, arbitro di calcio italiano († 1962)
- 1900 - Flavio Calzavara, sceneggiatore e regista italiano († 1981)
- 1900 - Giambattista Fanales, politico italiano († 1970)
- 1900 - Madeleine Fromet, attrice francese († 1983)
- 1900 - Madeleine Renaud, attrice francese († 1994)

## XX secolo(963)
- 1901 - Emilio Comici, alpinista italiano († 1940)
- 1901 - Pierre Lewden, altista francese († 1989)
- 1901 - Elena Lunda, attrice italiana († 1941)
- 1901 - Paride Pasqualetto, calciatore italiano († 1976)
- 1901 - Vasilij Vajnonen, ballerino, librettista e coreografo sovietico († 1964)
- 1902 - Margherita Bagni, attrice italiana († 1960)
- 1902 - Eldo Di Lazzaro, cantante e compositore italiano († 1968)
- 1903 - Mario Balla, pallanuotista e allenatore di pallanuoto italiano († 1964)
- 1903 - Scrapper Blackwell, chitarrista statunitense († 1962)
- 1903 - Anna Garofalo, giornalista italiana († 1965)
- 1903 - Dorothea Neff, attrice austriaca († 1986)
- 1903 - Anaïs Nin, scrittrice statunitense († 1977)
- 1903 - Raymond Queneau, scrittore, poeta e drammaturgo francese († 1976)
- 1903 - Martin Weiss, militare tedesco († 1984)
- 1904 - Alan Campbell, sceneggiatore statunitense († 1963)
- 1904 - Heinrich Hergert, calciatore tedesco († 1949)
- 1904 - Aleksej Nikolaevič Kosygin, politico sovietico († 1980)
- 1904 - Armand Preud'homme, compositore e organista belga († 1986)
- 1905 - Lev Atamanov, regista sovietico († 1981)
- 1905 - Jules Brandeleer, pallanuotista belga
- 1905 - Cesare Facciani, ciclista su strada e pistard italiano († 1938)
- 1905 - Nino Marchetti, attore italiano († 1981)
- 1905 - George Mitchell, attore statunitense († 1972)
- 1905 - Jack Whitney, effettista statunitense († 1992)
- 1906 - Renato Ciprari, militare e aviatore italiano († 1936)
- 1906 - Leonida Frascarelli, ciclista su strada italiano († 1991)
- 1906 - Tom Griffiths, calciatore gallese († 1981)
- 1906 - Alfred Heinrich, hockeista su ghiaccio tedesco († 1975)
- 1906 - Giuseppe Perentin, nuotatore italiano († 1981)
- 1906 - Markos Vafeiadīs, politico, partigiano e militare greco († 1992)
- 1907 - Wystan Hugh Auden, poeta britannico († 1973)
- 1907 - Carlo Cavagnoli, pugile italiano († 1990)
- 1907 - Artemio Prati, vescovo cattolico italiano († 2004)
- 1908 - Francesco Bonino, ciclista su strada italiano († 1991)
- 1908 - Renato De Martino, militare italiano († 1935)
- 1908 - Hans Ertl, alpinista, regista e scrittore tedesco († 2000)
- 1908 - Umberto Ilariuzzi, partigiano e sindacalista italiano († 1985)
- 1909 - Ariosto Agosti, rugbista a 15 italiano
- 1909 - Andrew Anderson, calciatore scozzese († 1991)
- 1909 - Hans Erni, pittore, disegnatore e scultore svizzero († 2015)
- 1909 - Auguste Jordan, calciatore e allenatore di calcio austriaco († 1990)
- 1909 - Bruno Tassini, arbitro di calcio italiano († 1989)
- 1909 - Kōtoku Wamura, politico giapponese († 1997)
- 1909 - Frank Wels, calciatore olandese († 1982)
- 1910 - Douglas Bader, aviatore britannico († 1982)
- 1910 - Paul Bryar, attore statunitense († 1985)
- 1910 - Carmine Galante, mafioso statunitense († 1979)
- 1910 - Andrea Minasso, ciclista su strada italiano († 1982)
- 1911 - Szilárd Ignác Bogdánffy, vescovo cattolico rumeno († 1953)
- 1911 - Alice Pashkus, pedagoga e musicista tedesca († 1972)
- 1911 - Giovanni Semerano, bibliotecario, filologo classico e linguista italiano († 2005)
- 1911 - Raúl Toro, calciatore cileno († 1982)
- 1912 - Henry Bernard, architetto e urbanista francese († 1994)
- 1912 - Charles DuBois Coryell, chimico statunitense († 1971)
- 1912 - Arline Judge, attrice statunitense († 1974)
- 1912 - P. Schuyler Miller, autore di fantascienza statunitense († 1974)
- 1912 - Fausto Montesi, ciclista su strada italiano († 1992)
- 1912 - Aņisims Pavlovs, calciatore lettone († 1944)
- 1912 - Coriolano Pontiggia, calciatore italiano († 1995)
- 1912 - Solomon Schonfeld, rabbino britannico († 1984)
- 1913 - Glenn M. Anderson, politico statunitense († 1994)
- 1913 - Benjamin Bloom, psicologo e pedagogista statunitense († 1999)
- 1913 - Georges Fontaine, cestista francese († 1990)
- 1913 - Roger Laurent, pilota di Formula 1 belga († 1997)
- 1913 - Lucio Lazzarino, ingegnere italiano († 1998)
- 1913 - Joe Oriolo, animatore e fumettista statunitense († 1985)
- 1913 - Ross Rocklynne, scrittore statunitense († 1988)
- 1913 - Mario Vicini, ciclista su strada italiano († 1995)
- 1913 - Fritz Wagner, calciatore svizzero († 1987)
- 1913 - William Joseph Woods, militare e aviatore irlandese († 1941)
- 1913 - Prudencio de Pena, cestista e allenatore di pallacanestro uruguaiano
- 1914 - Osvaldo Ferrini, calciatore e allenatore di calcio italiano († 1991)
- 1914 - Ilmari Juutilainen, aviatore finlandese († 1999)
- 1915 - Godfrey Brown, velocista e mezzofondista britannico († 1995)
- 1915 - Claudia Jones, giornalista e attivista trinidadiana († 1964)
- 1915 - René Letelier, scacchista cileno († 2006)
- 1915 - Evgenij Michajlovič Lifšic, fisico sovietico († 1985)
- 1915 - Duane W. Rimel, poeta e scrittore statunitense († 1996)
- 1915 - Ann Sheridan, attrice statunitense († 1967)
- 1915 - Annie Vallotton, artista e disegnatrice svizzera († 2013)
- 1916 - Italo Romagnoli, calciatore e allenatore di calcio italiano († 2009)
- 1917 - Lucille Bremer, attrice e ballerina statunitense († 1996)
- 1917 - Spiro Dalla Porta Xydias, alpinista, scrittore e regista teatrale italiano († 2017)
- 1917 - Tadd Dameron, pianista, compositore e arrangiatore statunitense († 1965)
- 1917 - Otto Kittel, aviatore tedesco († 1945)
- 1917 - Victor Marijnen, politico olandese († 1975)
- 1917 - Oberdan Ussello, calciatore e allenatore di calcio italiano († 2002)
- 1917 - Juan Vallet de Goytisolo, giurista spagnolo († 2011)
- 1918 - Renato Pastori, calciatore italiano
- 1918 - Johan Saksvik, calciatore norvegese († 1983)
- 1919 - Eugenio Cantoni, poeta e paroliere italiano († 1940)
- 1919 - Nelson Cenci, scrittore italiano († 2012)
- 1919 - Ernst Plener, calciatore tedesco († 2007)
- 1920 - Gianetto Biondini, pittore italiano († 1981)
- 1920 - André Chastagnol, epigrafista e storico francese († 1996)
- 1920 - Pëtr Ivanovič Dolgov, aviatore sovietico († 1962)
- 1920 - Franca Helg, architetto, progettista e designer italiana († 1989)
- 1920 - Friedel Holz, calciatore tedesco († 1941)
- 1920 - Ruggero Jacobbi, scrittore, critico letterario e poeta italiano († 1981)
- 1920 - Tony Jaros, cestista statunitense († 1995)
- 1920 - Robert Johnson, militare e aviatore statunitense († 1998)
- 1920 - Ishigaki Rin, poetessa giapponese († 2004)
- 1920 - Leo Scheffczyk, cardinale, presbitero e teologo tedesco († 2005)
- 1920 - Bill Thompson, cestista statunitense († 1969)
- 1921 - Mario Barera, calciatore italiano († 1998)
- 1921 - Ettore Costantini, alpinista italiano († 1998)
- 1921 - Riccardo De Maestri, ingegnere e architetto italiano († 1999)
- 1921 - Antonio María Javierre Ortas, cardinale e arcivescovo cattolico spagnolo († 2007)
- 1921 - Zdeněk Miler, illustratore, animatore e regista ceco († 2011)
- 1921 - Franco Ponti, architetto svizzero († 1984)
- 1921 - Ainslie Pryor, attore statunitense († 1958)
- 1921 - John Rawls, filosofo statunitense († 2002)
- 1922 - Colette Brosset, attrice francese († 2007)
- 1922 - Pierre Hadot, filosofo e scrittore francese († 2010)
- 1922 - Rudolf Illovszky, allenatore di calcio e calciatore ungherese († 2008)
- 1922 - Norman Francis McFarland, vescovo cattolico statunitense († 2010)
- 1922 - Athos Miniati, calciatore italiano († 2005)
- 1922 - Mario Zafred, compositore e critico musicale italiano († 1987)
- 1922 - Zvi Zeitlin, violinista e insegnante russo († 2012)
- 1923 - Charles Adcock, calciatore inglese († 1998)
- 1923 - Giorgio Cattaneo, pattinatore di velocità su ghiaccio italiano († 1998)
- 1923 - Nella Marcellino, politica, sindacalista e partigiana italiana († 2011)
- 1923 - Vittoria Martello, attrice italiana († 2016)
- 1923 - Connie O'Connor, cestista e giocatore di baseball statunitense († 2014)
- 1923 - Elio Rosati, politico italiano († 2016)
- 1923 - Charles Howard, XII conte di Carlisle, nobile e militare inglese († 1994)
- 1924 - Alessandro Acerbi, cestista italiano († 1996)
- 1924 - Dorothy Blum, informatica statunitense († 1980)
- 1924 - Ferruccio Bolognesi, pittore, scultore e partigiano italiano († 2001)
- 1924 - Vicente Colino, calciatore spagnolo († 2005)
- 1924 - Filippo Gentiloni, giornalista e saggista italiano († 2018)
- 1924 - Robert Mugabe, politico e rivoluzionario zimbabwese († 2019)
- 1924 - Silvano Piovanelli, cardinale e arcivescovo cattolico italiano († 2016)
- 1924 - Karl Ferdinand Werner, storico tedesco († 2008)
- 1924 - Miroslav Zuzánek, calciatore cecoslovacco († 1994)
- 1925 - Tom Gehrels, astronomo olandese († 2011)
- 1925 - Aleksej Paramonov, calciatore sovietico († 2018)
- 1925 - Sam Peckinpah, regista e sceneggiatore statunitense († 1984)
- 1925 - Jack Ramsay, cestista, allenatore di pallacanestro e dirigente sportivo statunitense († 2014)
- 1925 - Ihor Naumovyč Šamo, compositore ucraino († 1982)
- 1926 - José García, calciatore uruguaiano († 2011)
- 1927 - Erma Bombeck, umorista e scrittrice statunitense († 1996)
- 1927 - Lucidio Ceci, missionario e scrittore italiano († 2014)
- 1927 - John Richards, generale inglese († 2004)
- 1927 - Ginette Merle, cestista francese († 2019)
- 1927 - Olivier de Sarnez, politico francese († 2013)
- 1928 - Roberto Leydi, etnomusicologo italiano († 2003)
- 1928 - Martim Francisco, allenatore di calcio brasiliano († 1982)
- 1928 - Gino Pariani, calciatore statunitense († 2007)
- 1928 - Elda Pucci, politica e pediatra italiana († 2005)
- 1928 - Cecil Sandford, pilota motociclistico britannico († 2023)
- 1928 - Vasile Tiţă, pugile rumeno († 2013)
- 1929 - Ennio Cardoni, calciatore italiano († 2012)
- 1929 - Angelo Carossino, politico italiano († 2020)
- 1929 - Chespirito, attore, sceneggiatore e autore televisivo messicano († 2014)
- 1929 - Arturo Fernández Rodríguez, attore spagnolo († 2019)
- 1929 - Jiří Ječný, calciatore cecoslovacco († 2014)
- 1929 - Massimo Rinaldi, ingegnere e inventore italiano († 2009)
- 1930 - Carlo Leva, scenografo e costumista italiano († 2020)
- 1930 - Alessio Pasquini, politico italiano († 2011)
- 1930 - Mario Sabbieti, giornalista, scrittore e editore italiano († 2022)
- 1930 - Germano Travagini, calciatore italiano († 1988)
- 1930 - Zenona Węgrzynowicz, cestista polacca († 2017)
- 1931 - Giovanni Migliorini, calciatore italiano († 1980)
- 1931 - Giacomo Vaccari, regista e sceneggiatore italiano († 1963)
- 1932 - Cosimo Damiano Fonseca, presbitero, storico e medievista italiano († 2025)
- 1932 - Franco Indovina, regista cinematografico italiano († 1972)
- 1932 - Neil Langman, calciatore inglese († 2021)
- 1933 - Imre Nagy, pentatleta ungherese († 2013)
- 1933 - Bob Rafelson, regista, produttore cinematografico e sceneggiatore statunitense († 2022)
- 1933 - Nina Simone, cantante e pianista statunitense († 2003)
- 1934 - David Avidan, poeta, pittore e produttore cinematografico israeliano († 1995)
- 1934 - Kjell Bäckman, pattinatore di velocità su ghiaccio svedese († 2019)
- 1934 - Francesco De Lucia, politico italiano († 2022)
- 1934 - Manuel González Etura, ex calciatore spagnolo
- 1934 - Luigi Federici, generale italiano
- 1934 - Gordon Forbes, tennista sudafricano († 2020)
- 1934 - Hugo Gamper, politico e avvocato italiano († 1979)
- 1934 - Roger Lumont, attore e doppiatore francese
- 1934 - Rue McClanahan, attrice statunitense († 2010)
- 1934 - Mario Perrucci, compositore italiano († 2016)
- 1935 - Giuseppe Alleruzzo, mafioso e collaboratore di giustizia italiano († 2019)
- 1935 - Gianni Fermi, calciatore italiano († 2021)
- 1935 - Evloghios Hessler, vescovo ortodosso tedesco († 2019)
- 1935 - Mark McManus, attore e pugile scozzese († 1994)
- 1936 - Alvaro Amici, cantautore e attore italiano († 2003)
- 1936 - László Bárczay, scacchista ungherese († 2016)
- 1936 - Janet Fookes, politica britannica
- 1936 - Barbara Jordan, avvocata e politica statunitense († 1996)
- 1936 - Michael O'Kennedy, politico irlandese († 2022)
- 1936 - Gianni Siragusa, regista e sceneggiatore italiano († 2023)
- 1936 - Orazio Svelto, fisico italiano
- 1937 - Ann Arensberg, scrittrice statunitense († 2022)
- 1937 - Jack Binion, imprenditore e dirigente d'azienda statunitense
- 1937 - Inès Cagnati, scrittrice francese († 2007)
- 1937 - Ron Clarke, mezzofondista, maratoneta e politico australiano († 2015)
- 1937 - Harald V di Norvegia, re norvegese
- 1937 - Antonio Palazzo, giurista italiano († 2024)
- 1937 - Georgij Prokopenko, nuotatore sovietico († 2021)
- 1937 - Odile Rodin, attrice francese († 2018)
- 1937 - Gary Lockwood, attore statunitense
- 1938 - Zev Aelony, attivista statunitense († 2009)
- 1938 - Lester Bird, politico antiguo-barbudano († 2021)
- 1938 - Roberto Brivio, attore, cantante e cabarettista italiano († 2021)
- 1938 - Bobby Charles, cantante statunitense († 2010)
- 1938 - Pino Grasso, giornalista e editore italiano († 2018)
- 1938 - François Heutte, ex calciatore francese
- 1938 - Hans Plenk, slittinista tedesco occidentale († 2023)
- 1939 - Börje Ahlstedt, attore e regista svedese
- 1939 - Antonio Alvano, politico italiano († 2024)
- 1939 - Giovanni Fanello, allenatore di calcio e ex calciatore italiano
- 1939 - Don Fullmer, pugile statunitense († 2012)
- 1939 - Jón Baldvin Hannibalsson, politico islandese
- 1939 - Luigi Mannelli, pallanuotista italiano († 2017)
- 1939 - Alvaro Noguera Giménez, imprenditore, economista e mecenate spagnolo († 2006)
- 1939 - Fausto Pocar, giurista e giudice italiano
- 1939 - Paul Westhead, allenatore di pallacanestro statunitense
- 1940 - Bruno Bolchi, calciatore e allenatore di calcio italiano († 2022)
- 1940 - Peter Gethin, pilota automobilistico britannico († 2011)
- 1940 - Johnnie Keyes, attore pornografico statunitense († 2018)
- 1940 - John Lewis, politico statunitense († 2020)
- 1940 - Edward Nowak, arcivescovo cattolico polacco
- 1940 - Keith Prentice, attore statunitense († 1992)
- 1940 - Inge Senoner, sciatrice alpina italiana († 2007)
- 1940 - Heinz Zednik, tenore austriaco
- 1941 - Margot, cantautrice italiana († 2017)
- 1941 - Teodoro Stefano Tascone, politico italiano
- 1942 - Vera Valentinovna Alentova, attrice sovietica
- 1942 - Paolo Atzei, arcivescovo cattolico italiano
- 1942 - Dario Cavallito, ex calciatore italiano
- 1942 - Margarethe von Trotta, regista, sceneggiatrice e attrice tedesca
- 1942 - Chris von Wangenheim, fotografo tedesco († 1981)
- 1942 - Oliver Wood, direttore della fotografia britannico († 2023)
- 1942 - Jos Wouters, ex ciclista su strada belga
- 1943 - Gastone Cavazzana, giocatore di biliardo italiano
- 1943 - Roberto Faenza, regista e sceneggiatore italiano
- 1943 - David Geffen, produttore discografico e produttore cinematografico statunitense
- 1943 - Mario Gerla, informatico e saggista italiano († 2019)
- 1943 - Bruno Ghedina, hockeista su ghiaccio italiano († 2021)
- 1943 - Louis Jauffret, ex sciatore alpino francese
- 1943 - Sándor Katona, calciatore ungherese († 2009)
- 1943 - Paul Kirchhof, magistrato e giurista tedesco
- 1943 - Ljudmila Evgen'evna Ulickaja, scrittrice e sceneggiatrice russa
- 1943 - Kitty Winn, attrice statunitense
- 1944 - Judit Bakk, cestista ungherese († 2021)
- 1944 - Robin Blakelock, ex tennista britannica
- 1944 - Mike Laughton, ex hockeista su ghiaccio canadese
- 1944 - Peter Lee Lawrence, attore tedesco († 1974)
- 1944 - Nojim Maiyegun, pugile nigeriano († 2024)
- 1944 - Jorge Monjo, ex slittinista spagnolo
- 1944 - Lajos Sătmăreanu, calciatore rumeno († 2025)
- 1944 - Harald Sunde, allenatore di calcio e ex calciatore norvegese
- 1945 - Walter Esser, ex pentatleta tedesco
- 1945 - Faustino Goffi, ex calciatore italiano
- 1945 - Drosos Kalotheou, calciatore cipriota († 2024)
- 1945 - Sam Mangwana, cantante della Repubblica Democratica del Congo
- 1945 - Walter Momper, politico tedesco
- 1945 - Michael Winters, attore statunitense
- 1946 - Raúl Argemí, scrittore argentino
- 1946 - José Roberto Bertrami, cantante e pianista brasiliano († 2012)
- 1946 - Tyne Daly, attrice statunitense
- 1946 - Anthony Daniels, attore britannico
- 1946 - Francesco Lamanna, politico italiano († 2019)
- 1946 - Susanna Raganelli, ex pilota automobilistica italiana
- 1946 - Alan Rickman, attore britannico († 2016)
- 1946 - Vito Rizzuto, mafioso italiano († 2013)
- 1947 - Yves Boivineau, vescovo cattolico francese
- 1947 - Hugo Coveliers, politico e avvocato belga
- 1947 - Hyginus Kim Hee-jong, arcivescovo cattolico sudcoreano
- 1947 - Mauro Macario, regista, drammaturgo e poeta italiano
- 1947 - Arturo Marzano, politico italiano
- 1947 - Lidia Bastianich, cuoca, personaggio televisivo e scrittrice italiana
- 1947 - Giorgio Piccirillo, generale e prefetto italiano
- 1947 - Olympia Snowe, politica statunitense
- 1947 - Renata Sorrah, attrice brasiliana
- 1947 - Anna Nikola Żytkow, astronoma polacca
- 1948 - Elizabeth Aston, scrittrice inglese († 2016)
- 1948 - Enrico Gurioli, giornalista e scrittore italiano
- 1948 - Luigi Manconi, politico, sociologo e critico musicale italiano
- 1948 - Pedro Martínez, ex calciatore messicano
- 1948 - Roberto de Mattei, storico italiano
- 1948 - Diego Mosna, imprenditore e dirigente sportivo italiano
- 1948 - Paul Newton, bassista, cantante e polistrumentista britannico
- 1948 - Milena Sarri, politica italiana
- 1948 - Giovanni Ullu, cantautore, compositore e arrangiatore italiano
- 1948 - Christian Vander, batterista francese
- 1949 - Óscar Asiáin, cestista messicano († 2017)
- 1949 - Frank Brunner, fumettista e illustratore statunitense
- 1949 - Larry Drake, attore e doppiatore statunitense († 2016)
- 1949 - Jerry Harrison, chitarrista, tastierista e produttore discografico statunitense
- 1949 - Ronnie Hellström, calciatore svedese († 2022)
- 1949 - Franco Miseria, ballerino e coreografo italiano
- 1949 - Enrique Wolff, ex calciatore argentino
- 1950 - Vittorio Casamonica, criminale italiano († 2015)
- 1950 - Håkan Nesser, scrittore svedese
- 1950 - Manolo Prince, ex cestista dominicano
- 1950 - Sahle-Uork Zeudé, politica e diplomatica etiope
- 1951 - Pino Arlacchi, sociologo, politico e funzionario italiano
- 1951 - Otello Catania, dirigente sportivo e ex calciatore italiano
- 1951 - Wolfgang Frank, allenatore di calcio e calciatore tedesco († 2013)
- 1951 - Bill Olds, ex giocatore di football americano statunitense
- 1951 - Francesco Permunian, scrittore e poeta italiano
- 1951 - Roland Salm, ex ciclista su strada svizzero
- 1951 - Mike Singleton, autore di videogiochi britannico († 2012)
- 1951 - Victor Togliani, illustratore, scenografo e cantante italiano
- 1951 - Erik Van Dillen, ex tennista statunitense
- 1951 - Dario Venegoni, scrittore e giornalista italiano
- 1952 - Pedro Aicart, calciatore peruviano († 2013)
- 1952 - Jean-Jacques Burnel, musicista, cantante e produttore discografico britannico
- 1952 - Vincenzo Ciabarri, politico italiano
- 1952 - Mimi Kuzyk, attrice canadese
- 1952 - Jia Pingwa, scrittore cinese
- 1952 - Peter Turner, attore inglese
- 1953 - Siegfried Bracke, giornalista e politico belga
- 1953 - Christine Ebersole, attrice e soprano statunitense
- 1953 - Zlatko Kaučič, musicista sloveno
- 1953 - Patrick Kinser-Lau, attore teatrale e cantante statunitense († 1983)
- 1953 - Emilio Locurcio, cantautore, compositore e attore italiano († 2021)
- 1953 - Miyako Ōtsuka, ex cestista giapponese
- 1953 - William Petersen, attore, produttore cinematografico e produttore televisivo statunitense
- 1953 - Baykar Sivazliyan, politico e turcologo armeno
- 1954 - David Barron, produttore cinematografico britannico
- 1954 - Fabrizio Gorin, allenatore di calcio e calciatore italiano († 2002)
- 1954 - Izō Hashimoto, sceneggiatore e regista giapponese
- 1954 - Victor Martinez, scrittore statunitense († 2011)
- 1954 - Christopher Mayer, attore statunitense († 2011)
- 1954 - Donald Prothero, geologo e paleontologo statunitense
- 1954 - Michele Scandroglio, ex politico italiano
- 1954 - Rudolf Simek, germanista e filologo austriaco
- 1954 - Søren Skov, calciatore danese († 2022)
- 1954 - Ivo Van Damme, mezzofondista belga († 1976)
- 1955 - Irene Aderenti, politica italiana († 2025)
- 1955 - Sandro Bellucci, ex marciatore italiano
- 1955 - Kelsey Grammer, attore, doppiatore e produttore cinematografico statunitense
- 1955 - Al Hunter, ex giocatore di football americano statunitense
- 1955 - Wojciech Rosiński, ex cestista polacco
- 1955 - Ioan Rus, politico rumeno
- 1955 - John Seasman, ex calciatore inglese
- 1955 - Silvana Urroz, tennista cilena († 1990)
- 1955 - Vicente Vega, calciatore venezuelano († 2025)
- 1956 - Eraldo Affinati, scrittore italiano
- 1956 - Eugenio Allegri, attore italiano († 2022)
- 1956 - Andrej Babčan, ex calciatore cecoslovacco
- 1956 - Giovanni Battaglia, politico italiano
- 1956 - Charles Boustany, politico e chirurgo statunitense
- 1956 - Stefano Di Chiara, allenatore di calcio e ex calciatore italiano
- 1956 - Ha Jin, scrittore, poeta e saggista cinese
- 1956 - Sally Jewell, politica e dirigente d'azienda britannica
- 1956 - Mark McKerracher, attore e baritono statunitense
- 1957 - Piermarco Cannarsa, matematico italiano
- 1957 - Stijn Coninx, regista e sceneggiatore belga
- 1957 - Carlos Renato Frederico, ex calciatore brasiliano
- 1957 - Fabrizio Matteucci, politico italiano († 2020)
- 1957 - Keith Mumby, rugbista a 13 britannico
- 1957 - Nikolaj Rastorguev, politico e cantante russo
- 1957 - Raymond Roche, dirigente sportivo e pilota motociclistico francese
- 1957 - Alessandro Russo, chitarrista, violinista e compositore italiano
- 1957 - Ivan Vyšnevs'kyj, calciatore sovietico († 1996)
- 1958 - Jake Burns, cantante e chitarrista britannico
- 1958 - Mary Chapin Carpenter, cantautrice e chitarrista statunitense
- 1958 - Kim Coates, attore canadese
- 1958 - Jack Coleman, attore e sceneggiatore statunitense
- 1958 - Salvatore Cuffaro, politico italiano
- 1958 - Denise Dowse, attrice statunitense († 2022)
- 1958 - Ulf Eriksson, ex calciatore svedese
- 1958 - María Kóllia-Tsarouchá, avvocato e politica greca
- 1958 - Frank McDougall, calciatore scozzese († 2023)
- 1958 - John Shimkus, politico statunitense
- 1958 - Jake Steinfeld, attore e culturista statunitense
- 1958 - Alan Trammell, ex giocatore di baseball e allenatore di baseball statunitense
- 1958 - Mauro Uliassi, cuoco italiano
- 1958 - Sandro Vitiello, ex giocatore di football americano italiano
- 1959 - Nicola Fano, giornalista e scrittore italiano
- 1959 - Marcel Fässler, bobbista svizzero
- 1959 - Patricia Healy, attrice e attivista britannica
- 1959 - Vladimir Krstić - Laci, fumettista e pittore serbo
- 1959 - Davide Rota, scrittore e attore italiano († 2014)
- 1959 - José Ángel Sarrapio, ex ciclista su strada spagnolo
- 1959 - Werner Schünemann, attore brasiliano
- 1959 - Axel Zitzmann, ex saltatore con gli sci tedesco orientale
- 1960 - David Chabala, calciatore zambiano († 1993)
- 1960 - Jan Hellström, ex calciatore svedese
- 1960 - Carina Ljungdahl, ex nuotatrice svedese
- 1960 - Jeff Marcus, attore statunitense
- 1960 - Zoran Marić, allenatore di calcio e ex calciatore serbo
- 1960 - Marco Martino, ex discobolo italiano
- 1960 - Silke Matthias, attrice e doppiatrice tedesca
- 1960 - Joel McKinnon Miller, attore statunitense
- 1960 - Plamen Orešarski, politico bulgaro
- 1960 - Randy Rampage, bassista e cantante canadese († 2018)
- 1960 - Yoshiki Takaya, fumettista giapponese
- 1960 - Steve Wynn, cantautore e chitarrista statunitense
- 1960 - Zé Beto, calciatore portoghese († 1990)
- 1961 - Christopher Atkins, attore statunitense
- 1961 - Abhijit Banerjee, economista indiano
- 1961 - Sergio De Caprio, politico, saggista e generale italiano
- 1961 - Amparo Fernández, attrice spagnola
- 1961 - Pierre Habumuremyi, politico ruandese
- 1961 - Martha Hackett, attrice statunitense
- 1961 - Siegfried Kerschbaumer, ex sciatore alpino italiano
- 1961 - Davenia McFadden, attrice statunitense
- 1961 - Toni Nadal, allenatore di tennis spagnolo
- 1961 - Yobes Ondieki, ex mezzofondista keniota
- 1962 - Mark Arm, cantante e chitarrista statunitense
- 1962 - Volodymyr Bahmut, ex calciatore ucraino
- 1962 - Tomás Blesa, ex calciatore spagnolo
- 1962 - Jakob Eklund, attore svedese
- 1962 - Marco Figueroa, allenatore di calcio e ex calciatore cileno
- 1962 - Cristina Garmendia, biologa e imprenditrice spagnola
- 1962 - Lars Knudsen, crittografo e crittanalista danese
- 1962 - Randy Lerner, imprenditore statunitense
- 1962 - Claudio Lurati, vescovo cattolico e missionario italiano
- 1962 - Chuck Palahniuk, scrittore statunitense
- 1962 - Gary Plummer, ex cestista statunitense
- 1962 - David Foster Wallace, scrittore e saggista statunitense († 2008)
- 1963 - William Baldwin, attore e ex modello statunitense
- 1963 - Alain Berliner, regista, sceneggiatore e produttore cinematografico belga
- 1963 - Luigi Borgato, artigiano italiano
- 1963 - Liliana Comas, ex cestista peruviana
- 1963 - Lori Fung, ex ginnasta canadese
- 1963 - Karl Lauterbach, medico e politico tedesco
- 1963 - Ute Maria Lerner, attrice tedesca
- 1963 - Pierfrancesco Pavoni, ex velocista italiano
- 1963 - Madeleine Philion, ex schermitrice canadese
- 1963 - Dave Rodgers, cantautore, compositore e produttore discografico italiano
- 1964 - Geir Andersen, ex combinatista nordico norvegese
- 1964 - Daniele Baldini, allenatore di calcio e ex calciatore italiano
- 1964 - Alberto Borsari, armonicista italiano († 2008)
- 1964 - Marion Clignet, ex ciclista su strada e pistard statunitense
- 1964 - Scott DesJarlais, politico e medico statunitense
- 1964 - Tommy Henriksen, chitarrista statunitense
- 1964 - Mark Kelly, ex astronauta, ufficiale e politico statunitense
- 1964 - Scott Joseph Kelly, ex astronauta e ufficiale statunitense
- 1964 - Elisabeth Persson, giocatrice di curling svedese
- 1964 - Maurizio Ragazzi, ex cestista italiano
- 1964 - Oleksandr Rjabokon', ex calciatore e allenatore di calcio ucraino
- 1964 - Ulf Sandegren, ex schermidore svedese
- 1964 - Adrian Schiller, attore britannico († 2024)
- 1964 - Stacy Title, regista, sceneggiatrice e produttrice cinematografica statunitense († 2021)
- 1964 - Wilhelm Verwoerd, politico sudafricano
- 1964 - Elena Vesnaver, scrittrice e regista teatrale italiana
- 1964 - Ghani Yalouz, ex lottatore e dirigente sportivo francese
- 1965 - Abdul Aminu, ex calciatore nigeriano
- 1965 - Evair, ex calciatore e allenatore di calcio brasiliano
- 1965 - David Frost, barone Frost, diplomatico e politico britannico
- 1965 - Håkan Norebrink, ex pentatleta svedese
- 1965 - Fabio Nunziata, montatore e regista italiano
- 1965 - Argyrīs Papapetrou, ex cestista greco
- 1965 - Jesús Pulido Arriero, vescovo cattolico spagnolo
- 1965 - Tomas Sivertsson, ex pallamanista e allenatore di pallamano svedese
- 1966 - Alessandro Bazan, pittore italiano
- 1966 - Dejan Brđović, pallavolista e allenatore di pallavolo serbo († 2015)
- 1966 - Nikki Charm, ex attrice pornografica statunitense
- 1966 - Rachid Daoudi, ex calciatore marocchino
- 1966 - Angelo Gilardi, ex cestista italiano
- 1966 - Paolo Giuliano, dirigente sportivo italiano
- 1966 - Petri Kokko, ex danzatore su ghiaccio finlandese
- 1966 - Roberto Martínez Celigüeta, ex calciatore spagnolo
- 1966 - Michaela Marzola, ex sciatrice alpina italiana
- 1966 - Alfredo Sorichetti, direttore d'orchestra italiano
- 1967 - José Miguel Antúnez, ex cestista spagnolo
- 1967 - Leroy Burrell, ex velocista statunitense
- 1967 - Sari Essayah, politica e ex marciatrice finlandese
- 1967 - Nitin Ganatra, attore keniota
- 1967 - John Jughead, chitarrista statunitense
- 1967 - Silke Knoll, ex velocista tedesca
- 1967 - Patrick Lodewijks, allenatore di calcio e ex calciatore olandese
- 1967 - Phạm Hoài Nam, ammiraglio e politico vietnamita
- 1967 - Maura Paparo, ballerina e coreografa italiana
- 1967 - Oleg Šatunov, allenatore di pallavolo e ex pallavolista russo
- 1967 - Telīs Tsigkīs, ex calciatore cipriota
- 1968 - James Allison, ingegnere britannico
- 1968 - Aureli Altimira, preparatore atletico e ex calciatore spagnolo
- 1968 - Dan Calichman, allenatore di calcio e ex calciatore statunitense
- 1968 - Ivan Cotroneo, scrittore, sceneggiatore e regista italiano
- 1968 - Miguel Ángel Echenausi, allenatore di calcio e ex calciatore venezuelano
- 1968 - Patrick Gallagher, attore canadese
- 1968 - Ffion Hague, conduttrice televisiva, scrittrice e funzionaria britannica
- 1968 - Werner Haim, ex saltatore con gli sci austriaco
- 1968 - Jörg Kukies, politico, banchiere e economista tedesco
- 1968 - Özcan Melkemichel, allenatore di calcio e ex calciatore svedese
- 1968 - Roberto Menegotto, ex ciclista su strada italiano
- 1968 - Donizete Oliveira, ex calciatore brasiliano
- 1969 - Frode Bekk, allenatore di calcio e ex calciatore norvegese
- 1969 - James Dean Bradfield, cantante e chitarrista britannico
- 1969 - Chu Hui, ex cestista cinese
- 1969 - Ignacio Conte, ex calciatore spagnolo
- 1969 - Aunjanue Ellis, attrice statunitense
- 1969 - Kaj Eskelinen, ex calciatore svedese
- 1969 - Petra Kronberger, ex sciatrice alpina austriaca
- 1969 - Marco Lillo, giornalista e saggista italiano
- 1969 - Federico Marchetti, imprenditore italiano
- 1969 - Alexander Marent, ex fondista austriaco
- 1969 - Tony Meola, allenatore di calcio e ex calciatore statunitense
- 1969 - Cathy Richardson, cantante statunitense
- 1969 - Kjetil Sælen, ex arbitro di calcio norvegese
- 1969 - Lukas Túdor, ex calciatore cileno
- 1970 - Trond Einar Elden, ex sciatore nordico norvegese
- 1970 - Gaetano Fontana, allenatore di calcio e ex calciatore italiano
- 1970 - Kléber Guerra Marques, procuratore sportivo e ex calciatore brasiliano
- 1970 - Ng Yue Meng, ex nuotatore singaporiano
- 1970 - Steven Palazzo, politico statunitense
- 1970 - John Pérez, ex calciatore colombiano
- 1970 - Milan Tadić, ex pallanuotista serbo
- 1970 - Jess Thorup, allenatore di calcio e ex calciatore danese
- 1971 - Randy Blythe, cantante statunitense
- 1971 - Jason Cirone, hockeista su ghiaccio, allenatore di hockey su ghiaccio e dirigente sportivo canadese († 2024)
- 1971 - Davide De Marinis, cantautore italiano
- 1971 - Tobias Iaconis, sceneggiatore statunitense
- 1971 - Hugo Ovelar, ex calciatore paraguaiano
- 1971 - Golman Pierre, ex calciatore haitiano
- 1971 - Mark Psaila, ex calciatore maltese
- 1971 - Leonard White, ex cestista statunitense
- 1972 - Mark Andrews, ex pallanuotista e rugbista a 15 sudafricano
- 1972 - Florinda Bortolami, ex cestista italiana
- 1972 - Capucho, allenatore di calcio e ex calciatore portoghese
- 1972 - Gert Claessens, ex calciatore belga
- 1972 - Big Fish, disc jockey e produttore discografico italiano
- 1972 - Tony Gallimore, ex calciatore inglese
- 1972 - Daouda Ly, ex calciatore senegalese
- 1972 - Jeanette Malm, ex pentatleta svedese
- 1972 - Petter Myhre, allenatore di calcio e ex calciatore norvegese
- 1972 - Carter Pann, compositore statunitense
- 1972 - Audrey Pulvar, giornalista, conduttrice radiofonica e conduttrice televisiva francese
- 1972 - Seo Taiji, cantante, musicista e compositore sudcoreano
- 1972 - Reza Shahroudi, ex calciatore iraniano
- 1973 - Damjan Fras, ex saltatore con gli sci sloveno
- 1973 - Andrei Frascarelli, ex calciatore brasiliano
- 1973 - Elsa Girardot, schermitrice francese († 2017)
- 1973 - Cosimo Grottoli, karateka e maestro di karate italiano
- 1973 - Heri Joensen, chitarrista faroese
- 1973 - Paulo Rink, ex calciatore brasiliano
- 1973 - Brian Rolston, ex hockeista su ghiaccio statunitense
- 1973 - Justin Sane, cantante e chitarrista statunitense
- 1973 - Robert Schörgenhofer, arbitro di calcio austriaco
- 1973 - Bowie Tsang, cantante, scrittrice e conduttrice televisiva taiwanese
- 1973 - Tyrus, ex wrestler statunitense
- 1973 - Rasmus Videbæk, direttore della fotografia danese
- 1973 - Chris Yarangga, ex calciatore indonesiano
- 1973 - Juan José de los Ángeles, ex ciclista su strada spagnolo
- 1974 - Ruslan Agalarov, allenatore di calcio e ex calciatore sovietico
- 1974 - Gilbert Agius, allenatore di calcio e ex calciatore maltese
- 1974 - Kevin Blom, arbitro di calcio olandese
- 1974 - Leroy Blyden, ex cestista americo-verginiano
- 1974 - Iván Campo, ex calciatore spagnolo
- 1974 - Christian M. Goldbeck, scenografo tedesco
- 1974 - Elena Grudneva, ex ginnasta russa
- 1974 - Giuliano Tadeu Aranda, ex calciatore brasiliano
- 1974 - Luigi Sala, ex calciatore italiano
- 1974 - Tomáš Votava, ex calciatore ceco
- 1974 - Marianne Winge, ex sciatrice alpina norvegese
- 1975 - Joey Beard, ex cestista statunitense
- 1975 - Bosson, cantante e compositore svedese
- 1975 - Enrico Gualtieri, ingegnere italiano
- 1975 - Lee Jones, ex calciatore neozelandese
- 1975 - Tuomas Ketola, ex tennista finlandese
- 1975 - Sergio Gabriel Martínez, ex pugile argentino
- 1975 - Matteo Mecacci, politico e diplomatico italiano
- 1975 - Scott Miller, ex nuotatore australiano
- 1975 - Derek Moore, ex cestista australiano
- 1975 - Richard Morales, allenatore di calcio e ex calciatore uruguaiano
- 1975 - Igoris Morinas, ex calciatore lituano
- 1975 - Shane Norval, pilota motociclistico sudafricano
- 1975 - Diana Riba i Giner, politica spagnola
- 1975 - Osvalds Zebris, scrittore lettone
- 1975 - Mustafa Özkan, ex calciatore turco
- 1976 - Rajmund Fodor, pallanuotista ungherese
- 1976 - Tomasz Kiełbowicz, ex calciatore polacco
- 1976 - Massimo Maffezzoli, allenatore di pallacanestro italiano
- 1976 - Michael McIntyre, comico, attore e conduttore televisivo britannico
- 1976 - Merwin Mondesir, attore canadese
- 1976 - Juan Carlos Olave, ex calciatore argentino
- 1976 - Giovanni Riina, mafioso italiano
- 1976 - Ryan Smyth, ex hockeista su ghiaccio canadese
- 1976 - Vita St'opina, altista ucraina
- 1976 - Donald Suxho, pallavolista albanese
- 1976 - Bassala Touré, ex calciatore maliano
- 1977 - Cyrine Abdelnour, cantante, attrice e modella libanese
- 1977 - Simona Baldanzi, scrittrice italiana
- 1977 - Daniele Di Donato, allenatore di calcio e ex calciatore italiano
- 1977 - Jonathan Safran Foer, scrittore e saggista statunitense
- 1977 - Steve Francis, ex cestista statunitense
- 1977 - Rhiannon Giddens, cantante, musicista e attrice statunitense
- 1977 - Rodrigo Gral, ex calciatore brasiliano
- 1977 - Marina Graziani, showgirl e conduttrice televisiva italiana
- 1977 - Chad Hutchinson, ex giocatore di football americano e ex giocatore di baseball statunitense
- 1977 - Owen King, scrittore statunitense
- 1977 - Francesca Mannucci, ex cestista italiana
- 1977 - Yelena Mikulich, ex canottiere bielorussa
- 1977 - Kevin Rose, informatico statunitense
- 1977 - Itoro Umoh, ex cestista e allenatrice di pallacanestro statunitense
- 1978 - Berat Albayrak, imprenditore e politico turco
- 1978 - Erick Barkley, ex cestista e allenatore di pallacanestro statunitense
- 1978 - Ralf Bartels, ex pesista tedesco
- 1978 - Alfonso Camorani, allenatore di calcio e ex calciatore italiano
- 1978 - Stefano Caselli, fumettista italiano
- 1978 - Jörg Fiedler, schermidore tedesco
- 1978 - Kim Ha-neul, attrice sudcoreana
- 1978 - Daniel Kuzmin, fondista israeliano
- 1978 - Óscar Laguna, ex ciclista su strada spagnolo
- 1978 - Janaina Lima, cantante e ballerina brasiliana
- 1978 - Helen Marnie, cantante e tastierista scozzese
- 1978 - Kumail Nanjiani, attore e comico pakistano
- 1978 - Jan-Christoph Oetjen, politico tedesco
- 1978 - Park Eun-hye, attrice sudcoreana
- 1978 - Nicole Parker, attrice, imitatrice e scrittrice statunitense
- 1978 - Rocco Ronzani, religioso, presbitero e teologo italiano
- 1978 - Miki Sakai, attrice e cantante giapponese
- 1978 - Matteo Silvestri, attore teatrale italiano
- 1978 - Dorel Zaharia, ex calciatore rumeno
- 1979 - Gian Nicola Berardi, ex velocista sammarinese
- 1979 - Tituss Burgess, attore e cantante statunitense
- 1979 - Carlito, wrestler portoricano
- 1979 - Pascal Chimbonda, ex calciatore francese
- 1979 - Ibán Cuadrado, ex calciatore spagnolo
- 1979 - Nathalie Dechy, ex tennista francese
- 1979 - Ayumi Hara, allenatrice di calcio e ex calciatrice giapponese
- 1979 - Jennifer Love Hewitt, attrice, cantautrice e produttrice cinematografica statunitense
- 1979 - Marin Ivanov, ex schermidore bulgaro
- 1979 - Alessandro Motti, tennista e allenatore di tennis italiano
- 1979 - Tobias Müller, doppiatore tedesco
- 1979 - Bryan Lee O'Malley, fumettista e musicista canadese
- 1979 - Jordan Peele, attore statunitense
- 1979 - Zaur Tağızadə, ex calciatore azero
- 1979 - Mamuka Tsereteli, ex calciatore georgiano
- 1980 - Nat Baldwin, bassista e contrabbassista statunitense
- 1980 - Caterina Balivo, conduttrice televisiva e ex modella italiana
- 1980 - Bronislava Borovičková, ex cestista slovacca
- 1980 - Oskar Degilia, hockeista su ghiaccio italiano († 2002)
- 1980 - Emanuele Della Rosa, pugile italiano
- 1980 - James Fanchone, ex calciatore francese
- 1980 - Tiziano Ferro, cantautore, paroliere e produttore discografico italiano
- 1980 - Darrell Ioane, calciatore samoano americano
- 1980 - Levan Korgalidze, allenatore di calcio e ex calciatore georgiano
- 1980 - Claude Mattocks, ex calciatore maltese
- 1980 - Giulio Meotti, giornalista e scrittore italiano
- 1980 - Park Seon-yeong, ex cestista sudcoreana
- 1980 - Justin Roiland, animatore, doppiatore e sceneggiatore statunitense
- 1980 - Brendan Sexton III, attore statunitense
- 1980 - Vladyslav Tretjak, schermidore ucraino
- 1980 - Jigme Khesar Namgyel Wangchuck, re bhutanese
- 1981 - Thomas Beck, allenatore di calcio e ex calciatore liechtensteinese
- 1981 - Francesca Galizia, politica italiana
- 1981 - Floor Jansen, cantautrice olandese
- 1981 - Jun Kaname, attore giapponese
- 1981 - Eugene Katchalov, giocatore di poker ucraino
- 1981 - Lynn Loyns, ex hockeista su ghiaccio canadese
- 1981 - Giovanni Truppi, cantautore italiano
- 1981 - Tsuyoshi Wada, giocatore di baseball giapponese
- 1982 - Andre Barrett, ex cestista statunitense
- 1982 - Filippo Campioli, altista italiano
- 1982 - Fatoumata Diawara, cantautrice e attrice maliana
- 1982 - Thomas Hall, canoista canadese
- 1982 - Christophe Hansen, politico lussemburghese
- 1982 - Robert Kampka, arbitro di calcio tedesco
- 1982 - Marco Killingsworth, ex cestista statunitense
- 1982 - Kayode Odejayi, ex calciatore nigeriano
- 1982 - Mario Sara, calciatore austriaco
- 1982 - Marcellus Sommerville, ex cestista statunitense
- 1982 - Fatma Zagrouba, ex cestista tunisina
- 1983 - Wes Brisco, wrestler statunitense
- 1983 - Tomáš Bruško, calciatore slovacco
- 1983 - Mário Carlos, ex calciatore portoghese
- 1983 - Paul Daley, artista marziale misto e kickboxer britannico
- 1983 - Braylon Edwards, ex giocatore di football americano statunitense
- 1983 - Daniel Ek, imprenditore svedese
- 1983 - Demián González, pallavolista argentino
- 1983 - Chris Hill, ex cestista statunitense
- 1983 - Kosta Janev, calciatore bulgaro
- 1983 - Adam Johansson, ex calciatore svedese
- 1983 - Vegar Landro, ex calciatore norvegese
- 1983 - Mélanie Laurent, attrice, regista e cantante francese
- 1983 - Benoît Lesoimier, ex calciatore francese
- 1983 - Eoin Macken, attore, modello e regista irlandese
- 1983 - Mitja Mörec, ex calciatore sloveno
- 1983 - Alasdair Strokosch, rugbista a 15 britannico
- 1983 - Filip Trojan, ex calciatore ceco
- 1984 - Kirsty Balfour, nuotatrice britannica
- 1984 - Elena Ballerini, conduttrice televisiva italiana
- 1984 - Andrew Ellis, ex rugbista a 15 neozelandese
- 1984 - Olu Famutimi, ex cestista canadese
- 1984 - Hannah Fry, matematica e divulgatrice scientifica britannica
- 1984 - Marvin Jouno, musicista, compositore e regista francese
- 1984 - Abdoul Kontougomde, ex calciatore burkinabé
- 1984 - Shingo Kunieda, tennista giapponese
- 1984 - Erazem Lorbek, ex cestista sloveno
- 1984 - Damien Molony, attore irlandese
- 1984 - Karina Nose, modella e attrice giapponese
- 1984 - David Odonkor, ex calciatore tedesco
- 1984 - Marco Paoloni, ex calciatore italiano
- 1984 - Ivan Radoš, ex calciatore croato
- 1984 - Antti Ruuskanen, giavellottista finlandese
- 1984 - Andreas Seppi, ex tennista italiano
- 1984 - Ahmad Sharbini, calciatore croato
- 1984 - Jay Tabb, ex calciatore inglese
- 1984 - Laura Verlinden, attrice belga
- 1985 - Orjad Beqiri, ex calciatore albanese
- 1985 - Massimo Colaci, pallavolista italiano
- 1985 - Crimson, wrestler statunitense
- 1985 - Antoine Devaux, ex calciatore francese
- 1985 - Vlastimil Hrubý, calciatore ceco
- 1985 - Svetlana Krjučkova, pallavolista russa
- 1985 - Damián Luna, ex calciatore argentino
- 1985 - Gianluca Maggiore, ex ciclista su strada italiano
- 1985 - Dada Masilo, ballerina e coreografa sudafricana († 2024)
- 1985 - Christian Meier, ex ciclista su strada canadese
- 1985 - Dame N'Doye, ex calciatore senegalese
- 1985 - Tony Rayapin, ex giocatore di football americano francese
- 1985 - Jenna Rubino, ex cestista statunitense
- 1985 - Giōrgos Samaras, dirigente sportivo e ex calciatore greco
- 1985 - Andre Smith, ex cestista statunitense
- 1985 - Martin Velits, ex ciclista su strada slovacco
- 1985 - Peter Velits, ex ciclista su strada slovacco
- 1985 - Gabriel Wikström, politico svedese
- 1986 - Kineke Alexander, velocista sanvincentina
- 1986 - Alex Anderson, ex cestista statunitense
- 1986 - Alara Bozbey, attrice lituana
- 1986 - Charlotte Church, cantautrice, attrice e conduttrice televisiva britannica
- 1986 - Garra Dembélé, ex calciatore francese
- 1986 - Stanley Gumut, ex cestista nigeriano
- 1986 - Ai Kawashima, cantautrice e musicista giapponese
- 1986 - Besik' Lezhava, ex cestista georgiano
- 1986 - Cadence Weapon, rapper canadese
- 1986 - Aleksandr Porsev, ex ciclista su strada russo
- 1986 - Michal Smejkal, ex calciatore ceco
- 1986 - Niklas Thor, ex calciatore svedese
- 1987 - Burgess Abernethy, attore australiano
- 1987 - Mario Acampa, conduttore televisivo italiano
- 1987 - Eniola Aluko, dirigente sportiva e ex calciatrice inglese
- 1987 - Carlos Carmona, ex calciatore cileno
- 1987 - Carl Frampton, pugile britannico
- 1987 - Ashley Greene, attrice statunitense
- 1987 - João Matos, giocatore di calcio a 5 portoghese
- 1987 - Xu Mian, ex tuffatrice cinese
- 1987 - Tuppence Middleton, attrice britannica
- 1987 - Tomáš Okleštěk, calciatore ceco
- 1987 - Elliot Page, attore canadese
- 1987 - Jelle Palmaerts, attore belga
- 1987 - Joel Redman, wrestler inglese
- 1987 - Anas Sharbini, calciatore croato
- 1987 - Cecile Sinclair, modella inglese
- 1987 - Javier Smith, calciatore anglo-verginiano
- 1987 - Benjamin Verraes, ciclista su strada e pistard belga
- 1988 - Ávine, ex calciatore brasiliano
- 1988 - Jaime Ayoví, calciatore ecuadoriano
- 1988 - Adil Chihi, ex calciatore marocchino
- 1988 - Damir Dugonjič, nuotatore sloveno
- 1988 - Giorgi Ganugrava, ex calciatore georgiano
- 1988 - Harlem Gnohéré, ex calciatore francese
- 1988 - Cenk Gönen, calciatore turco
- 1988 - Donté Greene, ex cestista statunitense
- 1988 - Marco Maurer, hockeista su ghiaccio svizzero
- 1988 - D'Andra Moss, ex cestista statunitense
- 1988 - Alex Oliveira, artista marziale misto brasiliano
- 1988 - Melissa Perrine, sciatrice alpina australiana
- 1988 - Mariia Posa, hockeista su ghiaccio finlandese
- 1988 - Niels Vorthoren, ex calciatore olandese
- 1988 - Matthias de Zordo, giavellottista tedesco
- 1988 - Julija Šokšueva, bobbista e ex velocista russa
- 1989 - Jake Bequette, giocatore di football americano statunitense
- 1989 - Roman Bezjak, calciatore sloveno
- 1989 - Corbin Bleu, attore, cantante e ballerino statunitense
- 1989 - Anastasija Bratčikova, lottatrice russa
- 1989 - Sebastián Charquero, calciatore uruguaiano
- 1989 - Liad Elmaliach, ex calciatore israeliano
- 1989 - Federico Fernández, ex calciatore argentino
- 1989 - Mike fC, cantautore, rapper e tecnico del suono italiano
- 1989 - Kristin Herrera, attrice statunitense
- 1989 - Paul Jatta, ex calciatore gambiano
- 1989 - Pierre Kanstrup, ex calciatore danese
- 1989 - Jem Karacan, ex calciatore turco
- 1989 - Aleksandr Kolomejcev, ex calciatore russo
- 1989 - Pablo Martinez, calciatore francese
- 1989 - Demetri McCamey, ex cestista statunitense
- 1989 - Fernando Monetti, calciatore argentino
- 1989 - Jake Muzzin, hockeista su ghiaccio canadese
- 1989 - Juan Neira, calciatore argentino
- 1989 - Ike Opara, ex calciatore statunitense
- 1989 - Evgenij Pesegov, calciatore russo
- 1989 - Dmytro Pundyk, schermidore ucraino
- 1989 - Thomas Singer, ex sciatore alpino svizzero
- 1989 - Scout Taylor-Compton, attrice statunitense
- 1989 - Brian Tyms, ex giocatore di football americano statunitense
- 1989 - Josh Walker, ex calciatore inglese
- 1989 - Li Wen, calciatrice cinese
- 1989 - Brandon Williams, giocatore di football americano statunitense
- 1989 - Darko Zec, calciatore sloveno
- 1990 - David Addy, ex calciatore ghanese
- 1990 - Flavio Aquilone, doppiatore italiano
- 1990 - Giacomo Bloise, cestista italiano
- 1990 - Boriss Bogdaškins, ex calciatore lettone
- 1990 - Giuseppe Collu, arbitro di calcio italiano
- 1990 - Facundo Curuchet, calciatore argentino
- 1990 - Daniel Didavi, calciatore tedesco
- 1990 - Marcus Hansson, ex calciatore svedese
- 1990 - Kang Ha-neul, attore sudcoreano
- 1990 - Hedvig Karakas, judoka ungherese
- 1990 - Cory Kennedy, modella statunitense
- 1990 - Milan Mišůn, calciatore ceco
- 1990 - Helene Olafsen, ex snowboarder norvegese
- 1990 - Paulo Vinícius, calciatore brasiliano
- 1990 - Wellington Priori, calciatore brasiliano
- 1990 - Airton Ribeiro Santos, calciatore brasiliano
- 1990 - Diogo Rosado, calciatore portoghese
- 1990 - Florian Picasso, disc jockey e produttore discografico vietnamita
- 1990 - Giannīs Skondras, calciatore greco
- 1990 - Ricky Starks, wrestler statunitense
- 1990 - Dawoud Sulaiman, calciatore emiratino
- 1990 - Edwin Sánchez Vigil, calciatore salvadoregno
- 1990 - Mattias Tedenby, hockeista su ghiaccio svedese
- 1990 - Nicholas Williams, giocatore di football americano statunitense
- 1990 - Peter Wunderer, ex hockeista su ghiaccio italiano
- 1990 - Valentina Zago, pallavolista italiana
- 1990 - Matic Žitko, ex calciatore sloveno
- 1991 - Joe Alwyn, attore britannico
- 1991 - Eli Babalj, ex calciatore australiano
- 1991 - Sérgio Manuel Costa Carneiro, ex calciatore portoghese
- 1991 - Allday, rapper australiano
- 1991 - Philip Heintz, ex nuotatore tedesco
- 1991 - Ji So-yun, calciatrice sudcoreana
- 1991 - Suppasit Jongcheveevat, attore, cantautore e modello thailandese
- 1991 - Miguel Julio, ex calciatore colombiano
- 1991 - Solar, cantante e attrice sudcoreana
- 1991 - Killian Larson, ex cestista statunitense
- 1991 - Riyad Mahrez, calciatore algerino
- 1991 - Olesja Malašenko, cestista ucraina
- 1991 - Pavel Maslák, velocista ceco
- 1991 - Ashutosh Mehta, calciatore indiano
- 1991 - Yvonne Nauta, pattinatrice di velocità su ghiaccio olandese
- 1991 - Brian Ortega, artista marziale misto statunitense
- 1991 - Matej Podstavek, calciatore slovacco
- 1991 - Rose Reynolds, attrice e cantante britannica
- 1991 - Mathias Rundgreen, fondista norvegese
- 1991 - Petar Slišković, ex calciatore croato
- 1991 - Manfred Starke, calciatore namibiano
- 1991 - Markel Starks, cestista statunitense
- 1991 - Jens Stryger Larsen, calciatore danese
- 1991 - Henri Toivomäki, ex calciatore finlandese
- 1991 - Brandon Triche, cestista statunitense
- 1991 - Andreas Vasilogiannīs, calciatore greco
- 1991 - Jaime Vásquez, calciatore peruviano
- 1991 - Molla Wague, calciatore francese
- 1991 - Jaílson Araújo, calciatore brasiliano
- 1991 - Aleksandra Štan'ko, cestista russa
- 1992 - Sandro Aminashvili, lottatore georgiano
- 1992 - Ilir Azemi, ex calciatore kosovaro
- 1992 - Boris Barać, cestista croato
- 1992 - Fabry Castro, calciatore colombiano
- 1992 - Carlos Clerc, calciatore spagnolo
- 1992 - Iain Henderson, rugbista a 15 britannico
- 1992 - Philip Anthony Jones, ex calciatore inglese
- 1992 - Denis Klinar, calciatore sloveno
- 1992 - Louis Meintjes, ciclista su strada sudafricano
- 1992 - Antonio Puertas, calciatore spagnolo
- 1992 - Sianoa Smit-McPhee, attrice e cantante australiana
- 1992 - Sebastián Villa Castañeda, tuffatore colombiano
- 1992 - Andrew Young, fondista britannico
- 1992 - Klemen Čebulj, pallavolista sloveno
- 1993 - Ángela Castro, marciatrice boliviana
- 1993 - Matheuzinho, calciatore brasiliano
- 1993 - Rocco Fasano, attore, modello e musicista italiano
- 1993 - Davy Klaassen, calciatore olandese
- 1993 - Arlen López, pugile cubano
- 1993 - Hedgardo Marín, calciatore messicano
- 1993 - Derik Osede, calciatore spagnolo
- 1993 - Adhavan Rajamohan, calciatore singalese
- 1993 - Fabrizio Romano, giornalista italiano
- 1993 - Masaki Suda, attore e cantante giapponese
- 1993 - Kristýna Černá, ex biatleta ceca
- 1994 - Marc Austin, triatleta britannico
- 1994 - T.K. Edogi, cestista statunitense
- 1994 - Kevin Escamilla, calciatore messicano
- 1994 - Artem Filimonov, ex calciatore ucraino
- 1994 - Joshua Garnett, giocatore di football americano statunitense
- 1994 - Kristoffer Haugen, calciatore norvegese
- 1994 - Iris Ikangi, cestista italiano
- 1994 - Anna Illés, pallanuotista ungherese
- 1994 - Forrest Lamp, giocatore di football americano statunitense
- 1994 - Marin Marić, cestista croato
- 1994 - Giulia, wrestler giapponese
- 1994 - Charīs Maurias, calciatore greco
- 1994 - Idriss Mhirsi, calciatore tunisino
- 1994 - Tedua, cantautore, rapper e attore italiano
- 1994 - Lenny Nangis, calciatore francese
- 1994 - Hayley Orrantia, attrice e cantante statunitense
- 1994 - Skofka, cantante e rapper ucraino
- 1994 - Wendy, cantante sudcoreana
- 1994 - Tang Haochen, ex tennista cinese
- 1994 - Nicky Van Den Abbeele, calciatrice belga
- 1995 - Gankhaich Bold, judoka mongola
- 1995 - Ana Carolina Cannone, calciatrice brasiliana
- 1995 - Lovisa Claesson, canottiera svedese
- 1995 - Fred Dembi, calciatore congolese (Repubblica del Congo)
- 1995 - Franco Escobar, calciatore argentino
- 1995 - Giveon, cantante statunitense
- 1995 - Anton Liljenbäck, calciatore svedese
- 1995 - Aleksej Nikolić, cestista sloveno
- 1995 - Lasse Nilsen, calciatore norvegese
- 1995 - Mario Piccinocchi, ex calciatore italiano
- 1995 - Sebastian Rudol, calciatore polacco
- 1995 - Matej Senić, calciatore croato
- 1995 - Bryan Tamacas, calciatore salvadoregno
- 1995 - Donovan Wilson, giocatore di football americano statunitense
- 1995 - Jonathan da Silveira Fernandes Reis, calciatore brasiliano
- 1995 - Robin van der Meer, calciatore olandese
- 1996 - Norbert Balogh, calciatore ungherese
- 1996 - José Caraballo, calciatore venezuelano
- 1996 - Luis De Faría, ex calciatore argentino
- 1996 - Miguel Eduardo Flórez, ciclista su strada colombiano
- 1996 - David González López, ciclista su strada spagnolo
- 1996 - Krut', cantautrice ucraina
- 1996 - Nicolás Messiniti, calciatore argentino
- 1996 - Noah Rubin, tennista statunitense
- 1996 - Eric Rwahwire, ex cestista canadese
- 1996 - Nahuel Tenaglia, calciatore argentino
- 1996 - Sophie Turner, attrice britannica
- 1997 - Rachele Barbieri, pistard e ciclista su strada italiana
- 1997 - Desure Buie, cestista statunitense
- 1997 - Mateo Carabajal, calciatore argentino
- 1997 - Miguel Gutiérrez, pallavolista cubano
- 1997 - Ali Hafeedh, calciatore yemenita
- 1997 - José Ivaldo Almeida Silva, calciatore brasiliano
- 1997 - Óttar Magnús Karlsson, calciatore islandese
- 1997 - Kōnstantinos Kōtsopoulos, calciatore greco
- 1997 - Carlos Lobos, calciatore cileno
- 1997 - Malik Newman, cestista statunitense
- 1997 - James Pantemis, calciatore canadese
- 1997 - Nikos Vafeas, calciatore greco
- 1997 - Pol Valentín, calciatore spagnolo
- 1997 - Ridvan Öncel, cestista turco
- 1998 - Èrnist Baatyrkanov, calciatore kirghiso
- 1998 - Michael Brisker, cestista israeliano
- 1998 - Adam Frizzell, calciatore scozzese
- 1998 - Yemane Haileselassie, siepista e mezzofondista eritreo
- 1998 - Michaela Hrubá, altista ceca
- 1998 - Muharrem Jashari, calciatore kosovaro
- 1998 - Wilfried Kanga, calciatore ivoriano
- 1998 - Kertu Laak, pallavolista estone
- 1998 - Manuel Ordas, rugbista a 15 spagnolo
- 1998 - Philipp Sander, calciatore tedesco
- 1998 - Sheikh Sibi, calciatore gambiano
- 1998 - Jordan Usher, cestista statunitense
- 1999 - Adem Asil, ginnasta egiziano
- 1999 - Vladan Bubanja, calciatore montenegrino
- 1999 - Emanuel Carlos, calciatore uruguaiano
- 1999 - Théo Delacroix, ciclista su strada francese
- 1999 - Virginia Di Giammarino, calciatrice italiana
- 1999 - Pedro Bernardo González Ojeda, calciatore paraguaiano
- 1999 - Emanuele Lambertini, schermidore italiano
- 1999 - Max Langenhan, slittinista tedesco
- 1999 - Luca Lanzenberger, ex sciatore alpino austriaco
- 1999 - Metawin Opas-iamkajorn, attore thailandese
- 1999 - Eisa Palangi, calciatore qatariota
- 1999 - Elena Pirrone, ciclista su strada e pistard italiana
- 1999 - Sam Waardenburg, cestista neozelandese
- 2000 - Sharon Baglieri, ex cestista e allenatrice di pallacanestro italiana
- 2000 - Abdourahmane Barry, calciatore francese
- 2000 - Cho I-hsuan, tennista taiwanese
- 2000 - Eduardo Guerrero, calciatore panamense
- 2000 - Alessandro La Cava, compositore, produttore discografico e paroliere italiano
- 2000 - Benjamin Mbunga Kimpioka, calciatore svedese
- 2000 - Klaidas Metrikis, cestista lituano
- 2000 - Tobias Raschl, calciatore tedesco

## XXI secolo(31)
- 2001 - Isabella Acres, attrice statunitense
- 2001 - Júlia Bergmann, pallavolista brasiliana
- 2001 - Bartosz Bida, calciatore polacco
- 2001 - Jagger Eaton, skater statunitense
- 2001 - Melissa Jefferson, velocista statunitense
- 2001 - Saidu Mansaray, calciatore sierraleonese
- 2001 - Giōrgos Naoum, calciatore cipriota
- 2001 - Matteo Porru, scrittore italiano
- 2001 - Milutin Vidosavljević, calciatore serbo
- 2002 - Irak'li Azarovi, calciatore georgiano
- 2002 - Péter Baráth, calciatore ungherese
- 2002 - Isaiah Davis, giocatore di football americano statunitense
- 2002 - Niv Eliasi, calciatore israeliano
- 2002 - Ambre Esnault, nuotatrice artistica francese
- 2002 - Marcus Gunnarsen, cantante e calciatore norvegese
- 2002 - Martinus Gunnarsen, cantante e calciatore norvegese
- 2002 - PJ Hall, cestista statunitense
- 2002 - Jay Henderson, calciatore scozzese
- 2002 - Jun Nishikawa, calciatore giapponese
- 2002 - Hard Rico, rapper ceco
- 2002 - Brandon Soppy, calciatore francese
- 2002 - Luis Vogt, sciatore alpino tedesco
- 2003 - Nathan De Sousa, cestista francese
- 2003 - Justin Forst, calciatore austriaco
- 2004 - Max Dean, calciatore inglese
- 2004 - Oliver Johansen Braude, calciatore norvegese
- 2004 - Danique Noordman, calciatrice olandese
- 2004 - Martin Vetkal, calciatore estone
- 2005 - Sydney Barros, ginnasta statunitense
- 2005 - Hong Hwa-ri, attrice sudcoreana
- 2005 - Milan Majstorović, calciatore serbo